# Júsuf Šahín
Júsuf Šahín (arabsky يوسف شاهين‎, 25. ledna 1926 Alexandrie – 27. července 2008 Káhira) byl egyptský filmový režisér, scenárista a producent.
Jeho otec pocházel z Libanonu a matka z Řecka, rodina Šahínových se hlásila k melchitské církvi. Júsuf Šahín vystudoval Victoria College v Alexandrii a pak nastoupil na inženýrskou fakultu Alexandrijské univerzity, kterou nedokončil. Odešel do USA, kde navštěvoval divadelní kurzy na Pasadena Playhouse a pracoval pro 20th Century Studios. Po návratu do Egypta natočil v roce 1950 svůj první film, fantaskní komedii Otec Amín. 
Ve své kariéře Júsuf Šahín režíroval dvaačtyřicet filmů, dvanáct z nich bylo zařazeno na seznam stovky nejlepších egyptských filmů všech dob. Jeho raná tvorba byla výrazně ovlivněna italským neorealismem, jako v případě filmu Pod žhnoucím nebem (1954), v němž dostal první hereckou příležitost Omar Sharif. Později se zaměřil na psychologické filmy kriticky zobrazující soudobou egyptskou společnost jako Úsvit nového dne, Vrabec a Návrat marnotratného syna. Věnoval se také žánrové kinematografii, jako byl muzikál Můj miláčku nebo výpravný dobrodružný snímek ze života Saladina. Jeho nejúspěšnějším filmem bylo Hlavní nádraží (1958), v němž hrál hlavní roli nešťastně zamilovaného mrzáka Kináwího, který prodává noviny na nádraží. Ve filmech Júsufa Šahína se objevují tabuizovaná témata jako prostituce nebo homosexualita, režisér vyzývá k náboženské a etnické toleranci, za otevřenou kritiku diktátora Gamála Násira musel v šedesátých letech strávit tři roky v exilu.
Za autobiograficky laděný film Alexandrie... proč? (1978), v němž zobrazil kosmopolitní atmosféru předválečného Egypta, získal Šahín Stříbrného medvěda na Berlínský mezinárodní filmový festival. Téma dále rozvíjel v sequelech Alexandrie: Egyptský příběh (1982) a Alexandrie: Stále a navždy (1989). Na festivalu v Cannes byl v roce 1983 členem poroty a v roce 1997 získal cenu pro celoživotní dílo. Univerzita Paříž VIII mu udělila čestný doktorát. Pro divadlo Comédie-Française režíroval Camusova Caligulu.
Ve francouzské koprodukci Šahín natočil historický velkofilm o Napoleonově egyptském tažení Sbohem, Bonaparte, v němž titulní postavu ztvárnil Patrice Chéreau. V dramatu o epidemii cholery v Káhiře Šestý den hrála hlavní roli zpěvačka Dalida. Ve filmu Osud režisér konfrontuje omezenost islámských fundamentalistů s nadčasovou moudrostí filosofa Averroa. Natočil také jednu z epizod mezinárodního povídkového filmu 11'09'01, zabývajícího se souvislostmi teroristických útoků 11. září 2001.
V roce 2007 natočil Júsuf Šahín svůj poslední film Chaos, v němž spojil melodramatičnost egyptské filmové tradice s ostrou kritikou zkorumpované policie a justice. O rok později zemřel doma v Káhiře na následky krvácení do mozku.
Mezinárodní filmový festival Karlovy Vary věnoval v roce 2019 Šahínovi rozsáhlou retrospektivu.